# Chácara da Brigadeira

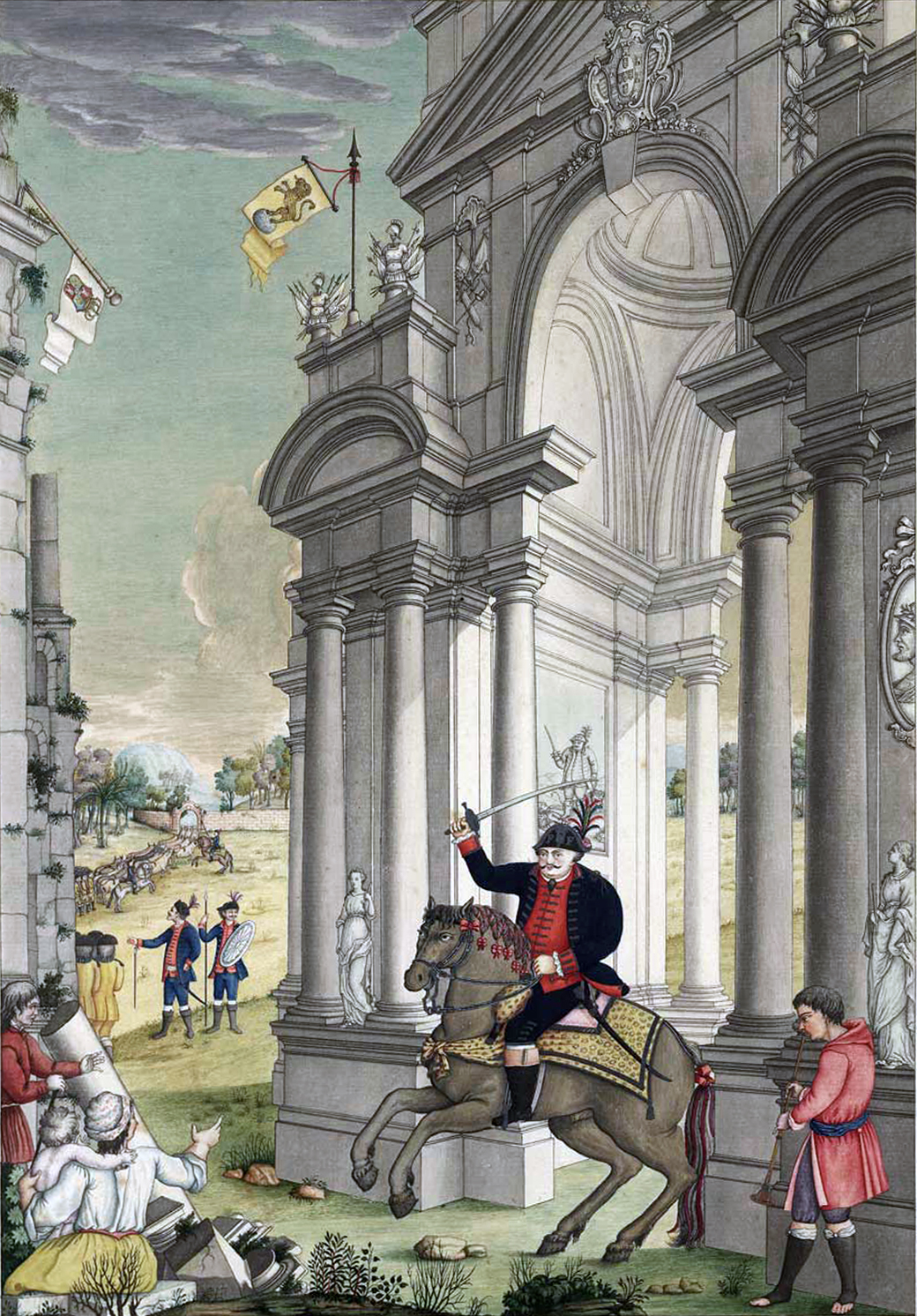
Rafael Pinto Bandeira retratado em desenho de Carlos Julião.

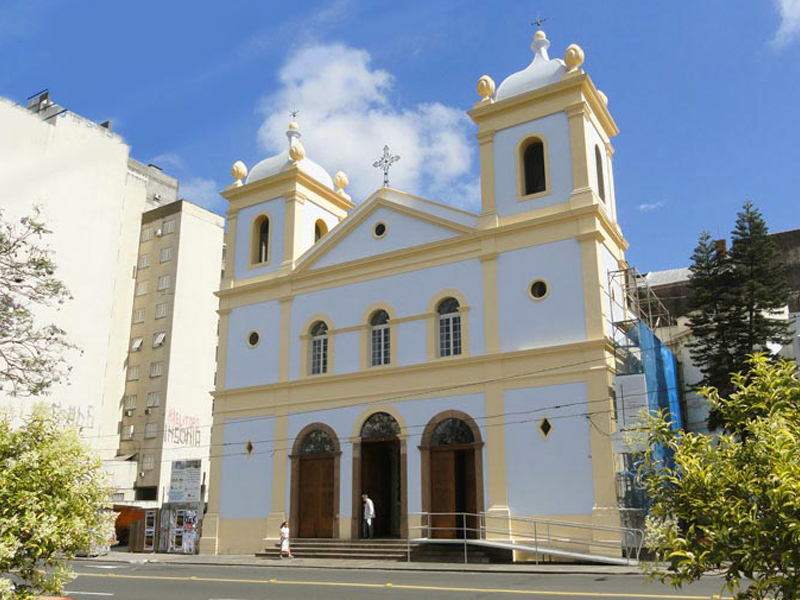
A Igreja da Conceição, construída em terreno da antiga chácara.

A Chácara da Brigadeira foi uma propriedade semi-rural situada no atual Centro Histórico de Porto Alegre, no Brasil, sendo parte das origens do atual bairro Independência.
Limitava-se a norte pela atual Rua Voluntários da Pátria, a sul pela Avenida Independência, a leste pela Rua Barros Cassal, e a oeste pela Rua Senhor dos Passos. A área inicial fora concedida em 4 de novembro de 1786 ao brigadeiro Rafael Pinto Bandeira pelo governador da capitania, Sebastião da Câmara, e mais tarde foi ampliada com a aquisição da chácara de Maria de Jesus. Com o falecimento de Rafael Pinto Bandeira, a chácara foi herdada pela sua viúva, dona Josefa Eulália de Azevedo, conhecida como A Brigadeira, e por isso a denominação. Mais tarde a propriedade passou para sua filha, Rafaela Pinto Bandeira, casada com o coronel Vicente Ferrer da Silva Freire. 
A localização da chácara impediu por muito tempo a expansão do traçado urbano em direção leste, e devido ao prestígio da família, a imposição das posturas municipais era difícil. Em 1845 o Município conseguiu fazer abrir uma rua por dentro da chácara para possibilitar a ligação entre a Estrada dos Moinhos de Vento e a Rua da Conceição, que veio a ser chamada Rua da Brigadeira. Em 1847, depois de muita resistência, Rafaela consentiu em vender pequena parte da chácara para que se pudesse alargar a Rua Senhor dos Passos até a Rua da Conceição, mas para isso pagou-se uma indenização exorbitante de 9,6 contos de réis. No mesmo ano ela cedeu um terreno para a construção da Igreja de Nossa Senhora da Conceição.
Em 1861, quando os proprietários do terrenos adjacentes à Rua Senhor dos Passos foram obrigados a construir muros, Rafaela obteve a revogação da medida no tocante aos seus terrenos. Em 1867 Maria Sofia da Silva Freire, filha de Rafaela, e seu marido  Dionísio de Oliveira Silveiro, cederam um terreno que possuíam na chácara para a construção da nova sede da Beneficência Portuguesa. Em 1870, novamente depois de longa negociação, foram vendidas parcelas para a abertura da Rua São Rafael, e alguns anos depois, quando a chácara já estava toda cercada pela malha urbana em expansão, Rafaela consentiu em abrir as ruas Coronel Vicente e Pinto Bandeira. Com isso se acelerou a urbanização dos terrenos da Brigadeira e se completou o parcelamento da propriedade primitiva.
Na década de 1880 seus herdeiros abriram um processo judicial contra o Município, disputando a posse de terrenos criados com o aterro da margem do Guaíba, prolongando-se a polêmica até o final do século sem que obtivessem ganho de causa.